# Ancistrostylis hermandii
Ancistrostylis es un género monotípico de plantas con flores perteneciente a la familia Acanthaceae. Su única especie es: Ancistrostylis hermandii. 
Algunos autores lo consideran un sinónimo de Staurogyne Wall.

## Taxonomía
Ancistrostylis hermandii fue descrita por (Bonati) T.Yamaz. y publicado en Journal of Japanese Botany 55: 1. 1980.
Sinonimia
- Herpestis harmandii Bonati[2]